# Тарногродская конфедерация

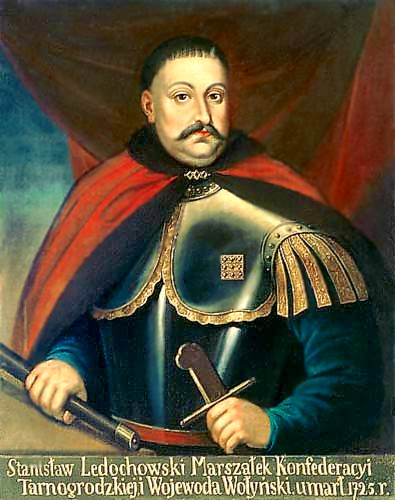
Станислав Ледоховский, генеральный маршалок Конфедерации

Тарногродская конфедерация (пол. Konfederacja Tarnogródzka, организована 26 ноября 1715 года в городе Тарногруд, откуда и название) — конфедерация в Речи Посполитой, созданная для лоббирования сословных интересов шляхты и магнатов, недовольных абсолютистскими тенденциями короля Августа II, саксонского курфюрста. Деятельность конфедерации была направлена лично против короля, который пытался использовать введённые в Речь Посполитую саксонские войска с целью укрепления своей власти.
События рассматриваются как часть Северной войны.

## Предпосылки
В 1710 году Август II ввел саксонские войска на территорию Речи Посполитой под предлогом защиты от турецкого и шведского нападения, а больше с целью усиления своего влияния после поражения Карла XII под Полтавой и ослабления вследствие этого позиции Станислава Лещинского среди шляхты.
Содержание саксонского корпуса в Речи Посполитой легло тяжким бременем на страну. Дело усугубилось эпидемией чумы в 1713 году с большими людскими потерями и неурожаем 1713 года. К лету 1714 года численность саксонского контингента на территории Речи Посполитой составила 25 000 человек. Сенаторы отказались поддержать короля, выступая против присутствия саксонских войск в Польше. Саксонцы потребовали перевода натуральных выплат на денежные, что ещё более усилило недовольство шляхты, которая начала создавать воеводские конфедерации. Знать также просила о посредничестве царя Петра I, который согласился на него, желая использовать ситуацию для усиления своего влияния.
Между тем окончательное столкновение произошло после заседания сената в августе 1715 года. Все попытки достичь соглашения между двумя сторонами, двором Августа и оппозицией, не увенчались успехом. Стало ясно, что открытая гражданская война неизбежна. Шляхта Краковского воеводства вновь дала сигнал к генеральным действиям против саксонцев. На сеймике в Прошовицах было решено собрать ополчение близ Беньчице 14 сентября 1715 года. На сеймике присутствовала в основном шляхта из Карпатского Подгужа, особенно пострадавшего от саксонской оккупации.
Услышав о беспорядках в Кракове, король приказал гетману Сенявскому остановить бунт шляхты. Хотя Сенявский уклонился от этого требования, он явно не поддерживал и краковскую шляхту. Это способствовало снижению авторитета гетмана и даже вызвало неприязнь к нему среди средней шляхты, ставшей основой конфедерации. Сенявский приказал своим войскам, дислоцированным под Сандомиром, отойти во Львов и ждать развития ситуации. Прежде чем это произошло, 30 сентября польские полки, зараженные антисаксонской агитацией, создали военную конфедерацию. Маршалком был выбран поручик Владислав Гоженский, а его заместителем — подпоручик Юзеф Браницкий.

## Боевые действия
Первым столкновением конфедератов с саксонцами стала битва под Радогощем 8 октября 1715 года, в которой конфедераты разбили саксонский полк.
26 ноября 1715 года в Тарногруде официально было провозглашена генеральная конфедерация; генеральным маршалком назначен Станислав Ледуховский. Целью конфедерации был объявлен вывод саксонских войск и прекращение вмешательства саксонских должностных лиц во внутренние дела Речи Посполитой.
К конфедерации присоединилась часть коронной и литовской армий, однако великие коронный и литовский гетманы А. Н. Сенявский и Л. Поцей решили держать нейтралитет.
В ноябре 1715 года саксонская армия под командованием фельдмаршала Я. Г. Флемминга пересекла Вислу под Сандомиром, нанеся поражение польским гусарам, после чего заняла Замосць. В январе 1716 года в Раве-Русской между конфедератами и саксонцами было заключено перемирие. Конфликт должен был быть урегулирован на специально созванном с этой целью сейме.
Однако перемирие оказалось хрупким: в феврале 1716 года конфедераты одержали победу над саксонцами под Рычивулом, после чего 23 марта 1716 года провозглашена антисаксонская Виленская конфедерация в Великом княжестве Литовском. В июне 1716 года конфедераты победили саксонцев под Сокалем и заняли Львов.
Новые переговоры начались в июне 1716 года в Люблине. От имени царя Петра I, выступившего в качестве посредника, переговоры вели его представители Г. Ф. Долгоруков и А. И. Дашков.
Несмотря на переговоры, в июле 1716 года конфедераты под началом Хризостома Гнездовского победили саксонцев в битве под Лешнем, затем взяли Познань. В ответ на нарушение перемирия саксонцы в Сандомире повесили Николая Лещинского.
5 октября 1716 года конфедераты потерпели поражение от саксонцев в решающей битве под Ковалевым, что привело к возобновлению переговоров.

## Конец конфедераций
Пётр I, заинтересованный в ослаблении как Речи Посполитой, так и Августа II, после года конфликта под предлогом арбитража ввёл свои войска на территорию Речи Посполитой.
Август II был вынужден пойти на соглашение с конфедератами и вывести из страны саксонские войска, при этом Тарноградская, Виленская и Сандомирская конфедерации самораспускались. Соглашение предусматривало запрет на создание конфедераций в будущем, а также уменьшало численность коронного и литовского войск, что ослабляло обороноспособность государства.
Для ратификации этого соглашения в Варшаве 1 (12) февраля 1717 год собрался сейм, который получил название «немого», поскольку на нем никто не выступал, а только Станислав Ледуховский зачитал текст Варшавского соглашения, который приняли без обсуждения. Главным действующим лицом, по мнению некоторых историков, был русский посол Г. Ф. Долгоруков.